# تعلم كامن

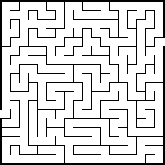

التعلم الكامن أحد أشكال التعلم لا يظهر بصورة فورية في استجابة مباشرة؛ ولكنه يحدث دون أي تعزيز للسلوك أو أي مصاحبات مكتسبة. وقد ظهر الاهتمام بالتعلم الكامن بصورة كبيرة نتيجة أن الظاهرة بدت متعارضة مع الرأي القائل بأن التعزيز ضروري لحدوث عملية التعلم.

## التجارب المبكرة
في التجربة الكلاسيكية التي أجراها إدوارد شاس تولمان وضع ثلاث مجموعات من الفئران في متاهات ورصد سلوكهم كل يوم لأكثر من أسبوعين. فكانت الفئران في المجموعة الأولى دائمًا تجد الطعام في نهاية المتاهة، والفئران في المجموعة الثانية لا تجد الطعام مطلقًا، والفئران في المجموعة الثالثة لم تعثر على الطعام لعشرة أيام ولكن حصلت على الطعام في اليوم الحادي عشر. ثم إن الفئران في المجموعة الأولى تعلمت الانطلاق بسرعة إلى نهاية المتاهة، والفئران في المجموعة الثانية تجولت في المتاهة ولكن تحديدًا لم تصل إلى النهاية. والفئران في المجموعة الثالثة فعلت كفئران المجموعة الثانية إلى أن وُضع الطعام في اليوم الحادي عشر؛ فتعلمت الذهاب بسرعة لنهاية المتاهة وفعلت مثل فئران المجموعة الأولى في اليوم التالي. وقد أظهرت بعض التجارب الأخرى أن التعلم الكامن يمكن أن يحدث في وقت أقل كأن يحدث في ثلاثة أو سبعة أيام. ومن بين النتائج المبكرة، أنه تم اكتشاف أن الحيوانات التي يُسمح لها بالتجول في المتاهة مع احتجازها لدقيقة واحدة في مربع الهدف الفارغ قد تعرفت على المتاهة أسرع من المجموعات التي لم تحصل على توجيه نحو الهدف.

### سيوارد (1949)
وُضعت الفئران في متاهة على شكل حرف T حيث كان أحد ذراعي المتاهة باللون الأبيض والآخر باللون الأسود. وكان لدى مجموعة الفئران الواحدة ثلاثون دقيقة للتعرف على المتاهة دون تقديم طعام، ولم تُنقل الفئران بمجرد بلوغها نهاية الذراع. ثم تم وضع طعام أثناء التجربة بأحد الذراعين. فتعلمت الفئران في المجموعة الاستكشافية النزول إلى الذراع الذي يحتوى على الحافز أسرع من فئران المجموعة الأخرى التي لم يسبق لها استكشاف المتاهة.

### بيندج (1952)
تم اختبار التعلم الكامن من خلال استعمال متاهة مائية. كان مطلوبًا من الفئران الهروب من متاهة مائية حيث كانت متخمة بالطعام، وكان الطعام موضوعًا على إحدى منصات الهروب. وعند العودة إلى المتاهة أثناء منع الطعام، تعرفت الفئران على مكان وضع الطعام بمعدل ازداد بزيادة مرات تعريض الفئران للموقف المسبق في مرحلة التدريب. وقد أشار هذا إلى مستويات متنوعة من التعلم الكامن.

### ستيفنسون (1954)
لقد أجريت غالبية تجارب التعلم الكامن على الفئران إلا أن دراسة أجراها ستيفنسون اختبرت الظاهرة على الأطفال. فقد طالب ستيفنسون الأطفال ببحث مجموعة من الأشياء للحصول على مفتاح، ثم حدد المعلومات التي أصبحت لدى الأطفال حول الأشياء المتعددة غير المفتاح في الشكل المُعدّ. واتضح له حدوث التعلم الكامن لدى الأطفال؛ بمعنى أنهم وجدوا الأشياء الأخرى غير المفتاح أسرع إذا ما اطلعوا عليها سابقًا. وازدادت قدرتهم على التعلم بهذه الطريقة بعد أن أصبحوا أكبر سنًا.

### ويرسيج وآخرون. (1982)
تم استخدام مذاق كلوريد الصوديوم للتعرف على أي أجزاء الدماغ التي تعتبر ضرورية للقيام بوظيفة التعلم الكامن في الفئران. فالفئران منزوعة القشور كانت قادرة كالفئران العادية على القيام بمهمة التعلم الكامن.

## التجارب الحديثة

### بعض التجارب على البشر
قامت إحدى التجارب التي أجريت على الرضع باستكشاف التعلم الكامن في فترة مبكرة من العمر. فقد عُرض زوج مختلف من الدمى اليدوية معًا على رضع يبلغون ثلاثة أشهر. ثم عُرض دوريًا على الرضع إحدى الدمى إلى أن بلغوا ستة أشهر حيث ظهر سلوك مقصود تجاه الدمية الأولى. وفي النهاية عُرضت الدمية الأخرى على الرضع وقاموا بالسلوك المقصود بمعدل أعلى من المجموعة الضابطة التي لم ترَ الدميتين معًا. وهذا أشار إلى أن الرضع الذين سبق عرض الدميتين عليهم خلقوا رابطًا بين الدمى دون تعزيز خارجي واضح.
وقد أشارت تجربة أخرى إلى أنه ليست جميع المصاحبات المحتملة يمكن إنشاؤها بالتعلم الكامن. فالمشاركون من الأفراد غير الممنوعين من الكافيين تم منحهم مشروبًا غير مألوف يحتوى على كافيين لمدة أربعة أيام ثم تم منحهم المشروب في اليوم الخامس منزوع الكافيين. ولم يظهر هؤلاء المشاركون ازدياد الرغبة في النكهة بعد نزع الكافيين؛ بينما أظهر الخاضعون للتجربة ممن قاموا بنفس الإجراء ولكن مع الامتناع عن الكافيين يوميًا رغبة متزايدة للنكهة يوميًا. وفي هذه الحالة لم يبد أن جودة النكهة كوظيفة للكافيين يمكن اكتسابها من خلال التعلم الكامن.

### فسيولوجية الجهاز العصبي
توجد إشارات قليلة تشير إلى أن التعلم الكامن ينطوي على عمليات عصبية. ففي إحدى الدراسات كان لدى المرضى المصابين بفقد الذاكرة المؤقت المتوسط صعوبة محددة في القيام بالتعلم الكامن والذي يحتاج عمليات تمثيلية. ووجدت دراسة أخرى أجريت على الفئران دليلاً مثيرًا للانتباه على أن فَقد بروتين البريون يعطل التعلم الكامن وغيره من وظائف الذاكرة في عملية التعلم الكامن بمتاهة الماء، بينما وُجد أن الفينسيكليدين يضعف التعلم الكامن في الفئران في عملية إيجاد الماء.